# سیارک ۳۵۷۵
سیارک ۳۵۷۵ (به انگلیسی: 3575 Anyuta، نامگذاری:1984DU2) سه هزار و پانصد و هفتاد و پنجمین سیارک کشف شده‌است که در ۲۶ فوریه ۱۹۸۴ کشف شد.
قدر مطلق سیارک برابر ۱۱٫۹۰ است.